# Charlie Chan au Panama
Pour plus de détails, voir Fiche technique et Distribution.
Charlie Chan au Panama (Charlie Chan in Panama) est un film policier américain réalisé par Norman Foster en 1940, mettant en vedette Sidney Toler. Il s'agit d'un remake non crédité du roman Marie Galante de Jacques Deval, produit par la 20th Century Fox en 1934 et réalisé par Henry King.

## Synopsis
Charlie Chan enquête sur le canal de Panama, lieu rempli d'espions en tout genre et décidés à détruire par tous les moyens possibles ce lieu stratégique.
Tout le monde soupçonne tout le monde d'être un espion, Charlie Chan devra déjouer toute tentative sur fond de paranoïa.

## Distribution
- Sidney Toler : Charlie Chan
- Jean Rogers : Kathi Lenesch
- Lionel Atwill : Cliveden Compton
- Mary Nash : Miss Jennie Finch
- Victor Sen Yung : Jimmy Chan (comme Sen Yung)
- Kane Richmond : Richard Cabot
- Chris-Pin Martin : sergent Montero
- Lionel Royce : Dr. Rudolph Grosser
- Helen Ericson : hôtesse de l'air
- Jack La Rue : Emil Manolo
- Edwin Stanley : gouverneur DC Webster
- Donald Douglas : capitaine Lewis
- Frank Puglia : Achmed Halide
- Addison Richards : RJ Godley
- Edward Keane : Dr. Fredericks
- Charles Stevens : pêcheur autochtone